# Tigasis
Tigasis is een geslacht van vlinders van de familie dikkopjes (Hesperiidae), uit de onderfamilie Hesperiinae.

## Soorten
- T. akuris Bell, 1942
- T. altona Evans, 1955
- T. coda Evans, 1955
- T. colomus (Bell, 1941)
- T. fusca (Hayward, 1940)
- T. garima (Schaus, 1902)
- T. nausiphanes (Schaus, 1913)
- T. physcoa (Hewitson, 1868)
- T. simplex (Bell, 1930)
- T. viridenex (Weeks, 1901)
- T. zalakes Godman, 1900